# Reitschule
La Reitschule, également appelée Kulturzentrum Reithalle, est un bâtiment et un centre culturel de la ville de Berne, en Suisse.

## Histoire
Le bâtiment principal, originellement utilisé comme école d'équitation, a été construit par la ville de Berne entre 1895 et 1897, sur des plans réalisés par Albert Gerster. Il est flanqué d'une annexe, originellement utilisée comme écurie et garage à voiture. À la suite de la disparition progressive des chevaux en ville, les bâtiments sont progressivement utilisés comme entrepôts.
En 1981, les lieux sont occupés par des jeunes qui transforment le bâtiment en un centre autonome et un squat dans lequel sont organisés différents événements culturels. Le 14 avril 1982, les occupants sont expulsés par les autorités qui font surveiller les lieux 24 heures sur 24 durant près d’un an. En 1986, une communauté d’intérêt (IkuR) est créée pour exiger de la ville une rénovation de la Reitschule et son utilisation pour des manifestations culturelles variées. Au cours de l'automne 1987, la Reitschule est régulièrement occupée à l’occasion de concerts. Fin novembre, dans le contexte de l’évacuation des Zaffarayas et des manifestations récurrentes de jeunes mécontents, la Ville de Berne accorde l'utilisation de la Reitschule. Le 2 décembre 1990, une initiative de l’Action Nationale (extrême-droite) demandant la démolition de la Reitschule est rejetée par 57,6 % des votants. Le 18 décembre 1991, un contrat pour l’utilisation de la Reitschule est pour la première fois signé entre la Ville et les occupants. Les habitants concluent en 1999 un accord avec la ville de Berne pour transformer les lieux en centre culturel ; à la fin des travaux en 2004, le groupe gérant la Reitschule a officiellement un bail et un contrat avec la ville. Malgré cette reconnaissance officielle, le centre est régulièrement remis en cause, en particulier par 5 votations populaires en 23 ans, dont la dernière en 2010.
Le bâtiment est inscrit comme bien culturel suisse d'importance nationale.

## Sources
- (de) Cet article est partiellement ou en totalité issu de l’article de Wikipédia en allemand intitulé « Kulturzentrum Reithalle » (voir la liste des auteurs).